# Catostomus wigginsi
El matalote ópata (Catostomus wigginsi) es una especie de pez de la familia Catostomidae en el orden de los Cypriniformes.

## Distribución geográfica
Se encuentra al noroeste de México: cuenca del río Sonora.